# Tony Brooks
Charles Anthony Standish Brooks (Dukinfield, 1932. február 25. – 2022. május 3.) Formula–1-es brit autóversenyző.

## Pályafutása
Édesapja fogorvos volt, és Brooks is fogásznak tanult Manchesterben. 1952-ben kezdett el versenyezni egy Healey-vel. A következő három évben főleg klubversenyeken vett részt, majd 1955-ben lehetősége nyílt kipróbálni egy Formula–2-es Connaughtot a Kristály palotánál. A futamon a negyedik helyen végzett három Formula–1-es autó mögött. Ebben az évben kipróbálhatott egy gyári Aston Martint, és jó eredményei miatt egy Formula–1-es Connaughtot vezethetett a világbajnokság keretein kívül megrendezett Siracusa-i Nagydíjon. Közeledő záróvizsgája ellenére Szicíliára repült, és megnyerte a versenyt. Ezzel ő lett az első brit, aki egy brit autóval nyert a kontinensen, Sir Henry Seagrave óta, aki az 1924-es San Sebastiani Nagydíjon győzedelmeskedett.
Miután visszatért Nagy-Britanniába, leszerződött a BRM-hez az 1956-os szezonra. Első Formula–1-es versenyén, a brit nagydíjon, Silverstone-ban nehézségei akadtak a váltóval, és olyan súlyos balesetet szenvedett, hogy eltörött az állkapcsa. Abban az évben nem állt többször rajthoz. 1957-től a Vanwallnál versenyzett, de továbbra is szerepelt sportautó-versenyeken Aston Martinnal. Monacóban második lett, míg a brit nagydíjon, Aintree-ben megosztott győzelmet szerzett, miután átadta a vezetést Stirling Mossnak, mert az ő autója leállt. 1958-ban Brooks megnyerte a Belga, Német és olasz nagydíjat, de a világbajnokságban csak a harmadik helyet érte el, Mike Hawthorn és Stirling Moss mögött. Az év végén a Vanwall visszavonult a versenyzéstől, és Brooks az 1959-es évadra a Ferrarihoz szerződött. Megnyerte a Francia és a német nagydíjat, de az olasz autók alulmaradtak a farmotoros Cooperekkel és Jack Brabhammel szemben. Brooks a második helyen végzett a világbajnoki pontversenyben.
Brooks 1960-ban visszatért Nagy-Britanniába, és csatlakozott a Yeoman Credit elnevezésű Cooper csapathoz. Háromszor szerzett pontot, de egyre többet foglalkozott weybridge-i autószerelő műhelyével. A következő évben visszament a BRM-hez, de a szezon újabb csalódás volt számára, és az év végén visszavonult a sportágtól.

## Teljes Formula–1-es eredménylistája
(Táblázat értelmezése)

(Félkövér: pole-pozícióból indult; dőlt: leggyorsabb kört futott) 

| Év   | Csapat          | 1      | 2      | 3      | 4      | 5      | 6       | 7      | 8       | 9      | 10     | 11     | Helyezés | Pont |
| ---- | --------------- | ------ | ------ | ------ | ------ | ------ | ------- | ------ | ------- | ------ | ------ | ------ | -------- | ---- |
| 1956 | BRM             | ARG    | MON Ni | 500    | BEL    | FRA    | GBR Ki  | GER    | ITA     |        |        |        | –        | 0    |
| 1957 | Vanwall         | ARG    | MON 2  | 500    | FRA    | GBR 1* | GER 9   | PES Ki | ITA 7** |        |        |        | 5.       | 11   |
| 1958 | Vanwall         | ARG    | MON Ki | NED Ki | 500    | BEL 1  | FRA Ki  | GBR 7  | GER 1   | POR Ki | ITA 1  | MOR Ki | 3.       | 24   |
| 1959 | Ferrari Vanwall | MON 2  | 500    | NED Ki | FRA 1  | GBR Ki | GER 1** | POR 9  | ITA Ki  | USA 3  |        |        | 2.       | 27   |
| 1960 | Cooper Vanwall  | ARG    | MON 4  | 500    | NED Ki | BEL Ki | FRA Ki  | GBR 5  | POR 5   | ITA    | USA Ki |        | 11.      | 7    |
| 1961 | BRM             | MON 13 | NED 9  | BEL 13 | FRA Ki | GBR 9  | GER Ki  | ITA 5  | USA 3   |        |        |        | 10.      | 6    |

* Az 1957-es brit nagydíjat Brooks nyerte Stirling Moss-szal közös autóval, így a győzelemért járó nyolc pontot megosztva kapták.
** Az 1957-es olasz nagydíjon és az 1959-es német nagydíjon megfutotta a leggyorsabb kört, amelynek teljesítéséért egy pontot kapott.

## Fordítás
- Ez a szócikk részben vagy egészben  a   Tony Brooks című angol Wikipédia-szócikk fordításán alapul.  Az eredeti cikk szerkesztőit annak laptörténete sorolja fel. Ez a jelzés csupán a megfogalmazás eredetét és a szerzői jogokat jelzi, nem szolgál a cikkben szereplő információk forrásmegjelöléseként.

## Külső hivatkozások
- Profilja a grandprix.com honlapon (angolul)
- Profilja a statsf1.com honlapon (angolul)